# Krymok
Krymok (ukr. Кримок) – wieś na Ukrainie w rejonie radomyskim obwodu żytomierskiego.